# Zosterop de Sulawesi
El zosterop de Sulawesi (Zosterops consobrinorum) és un ocell de la família dels zosteròpids (Zosteropidae).

## Hàbitat i distribució
Habita taques forestals, arbusts i ciutats del sud-est de Sulawesi.